# Liturgusa
Liturgusa – rodzaj modliszek z rodziny Liturgusidae i podrodziny Liturgusinae. Obejmuje 25 opisanych gatunków. Zamieszkują one krainę neotropikalną, od Meksyku po Boliwię i wschód Brazylii. Zasiedlają głównie nizinne, wilgotne lasy deszczowe. Przebywają na pniach i konarach drzew. Szybko biegają i rzadko latają.

## Morfologia

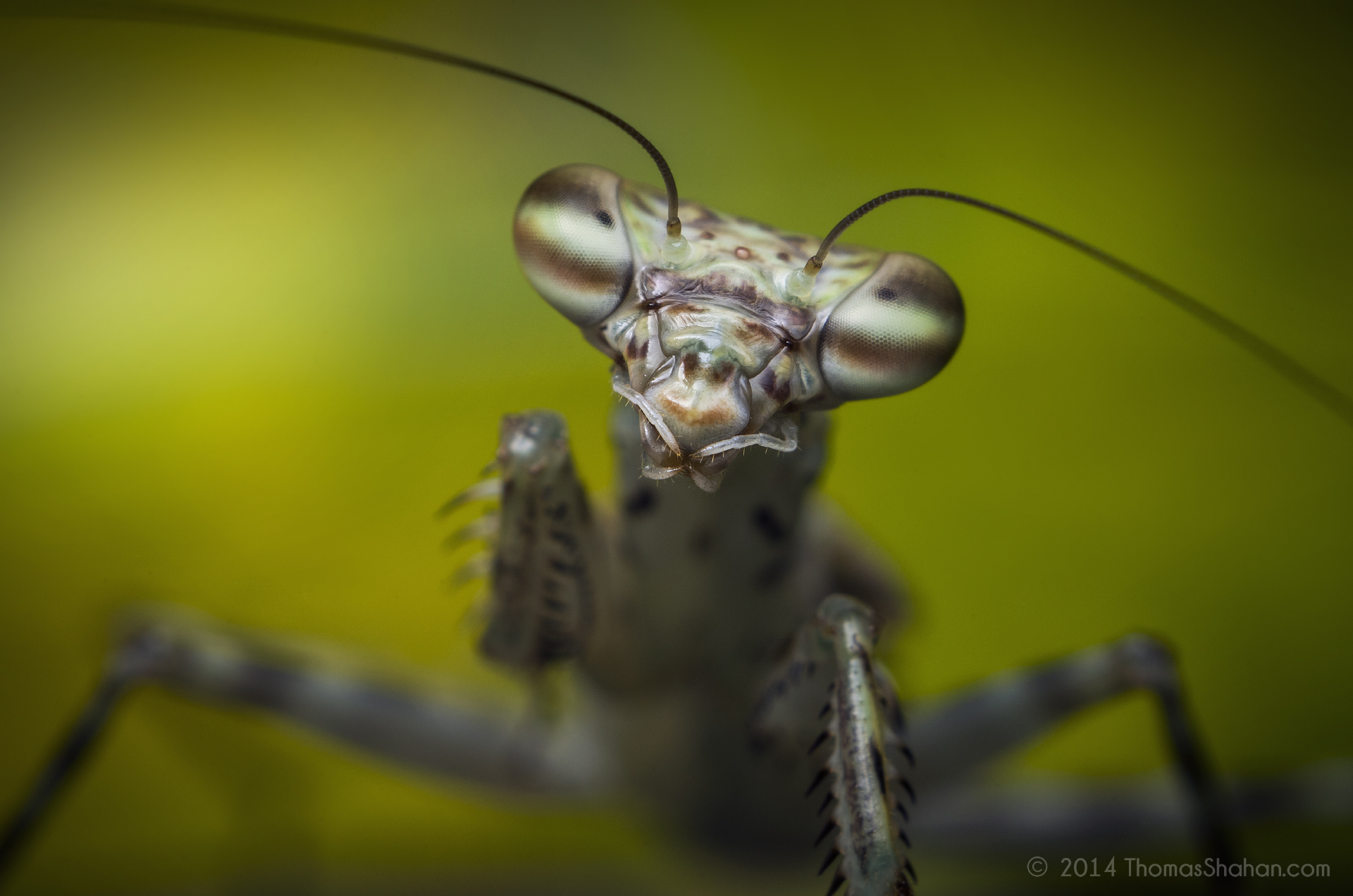
Głowa nimfy z rodzaju Liturgusa

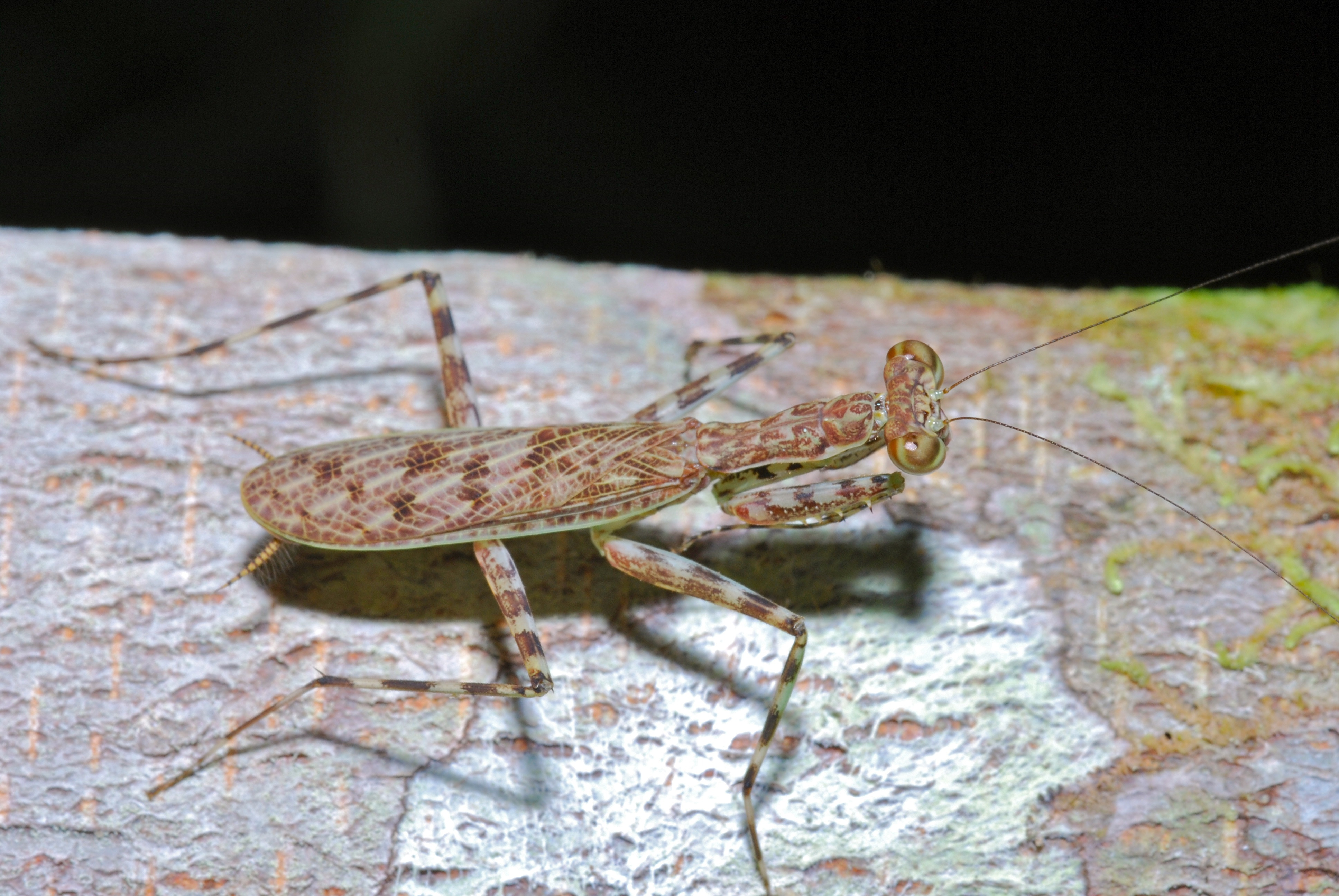
Liturgusa maya

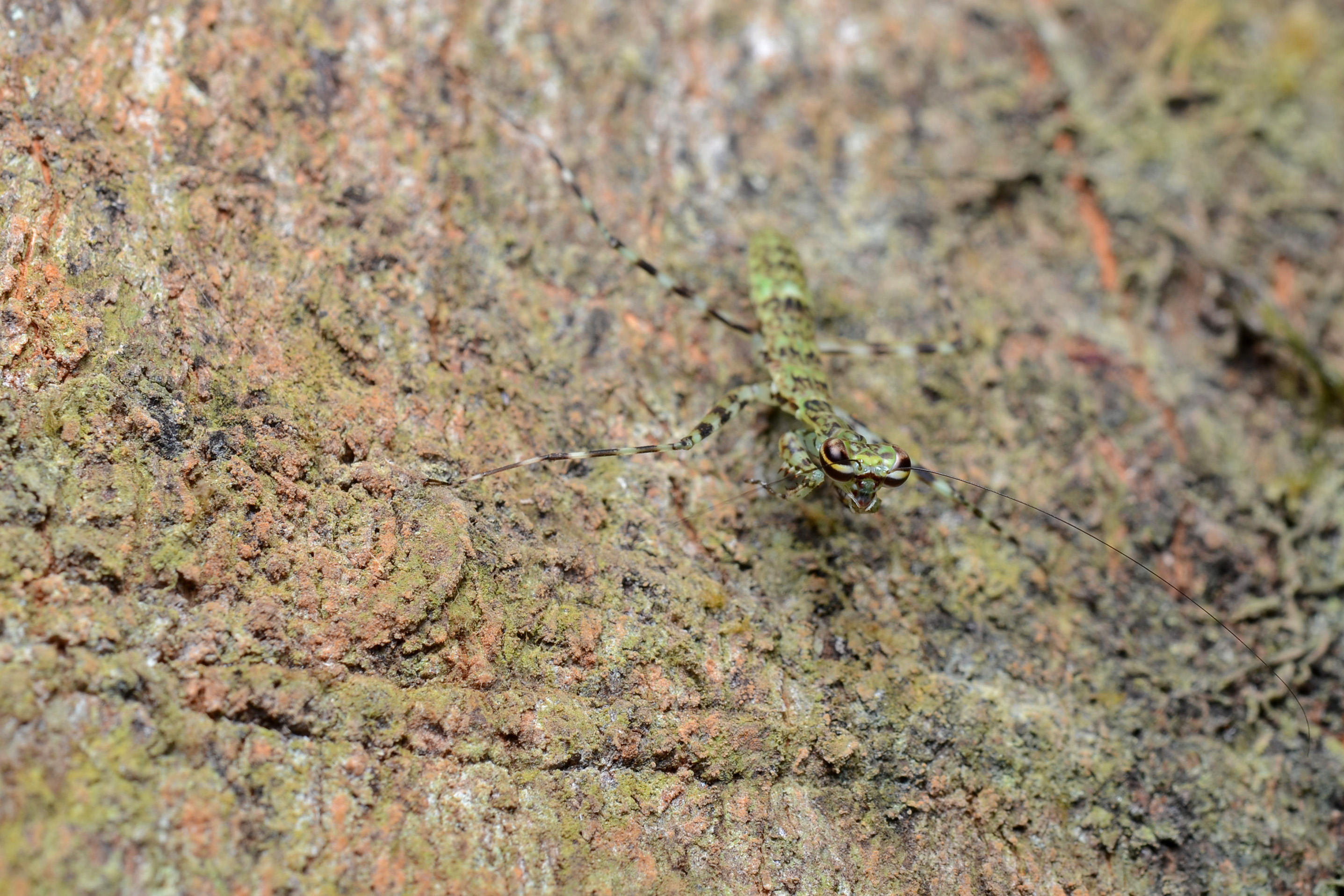
Przedstawicielka rodzaju zamaskowana na tle porostów

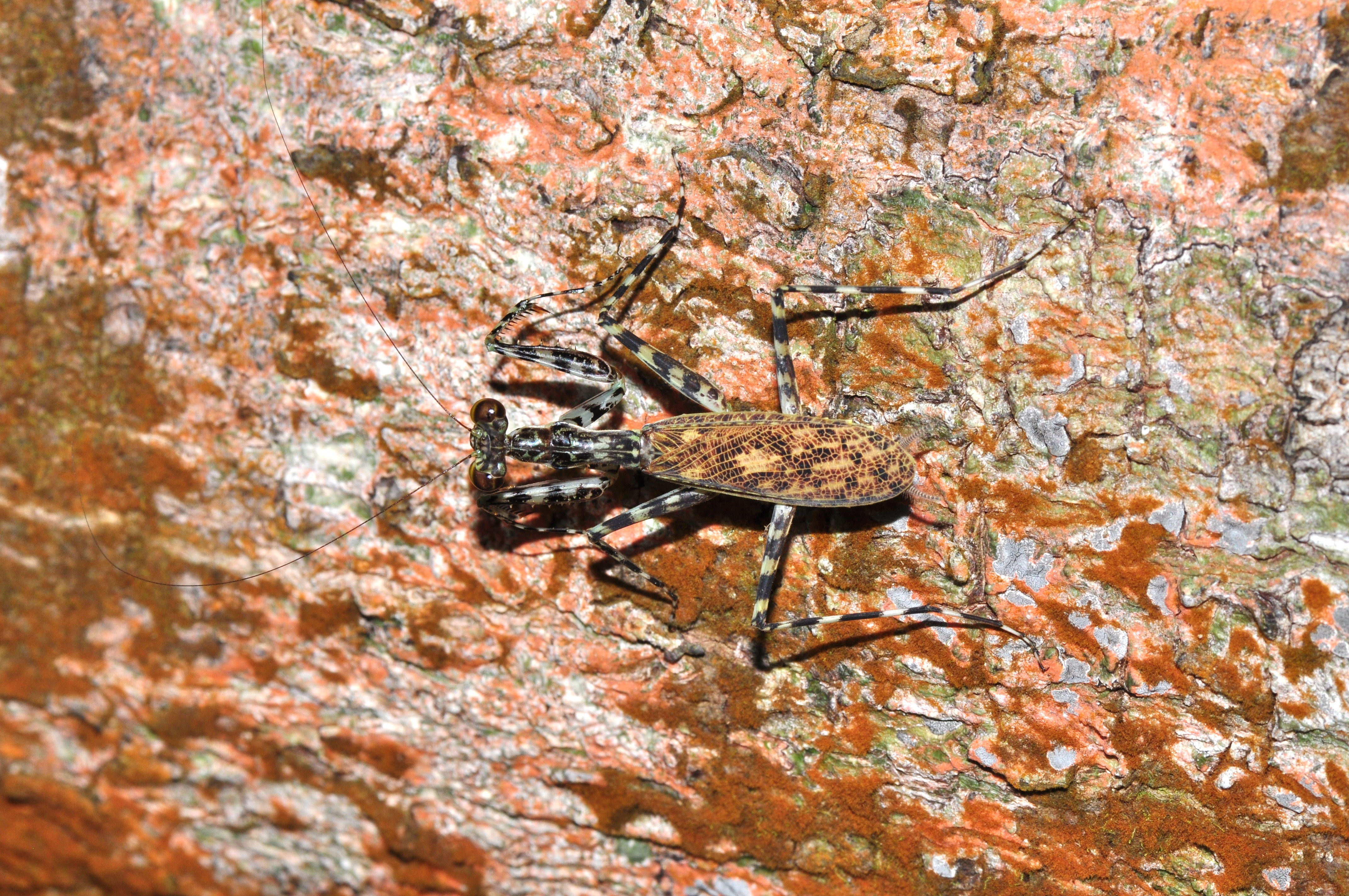
Przedstawicielka rodzaju zamaskowana na pniu

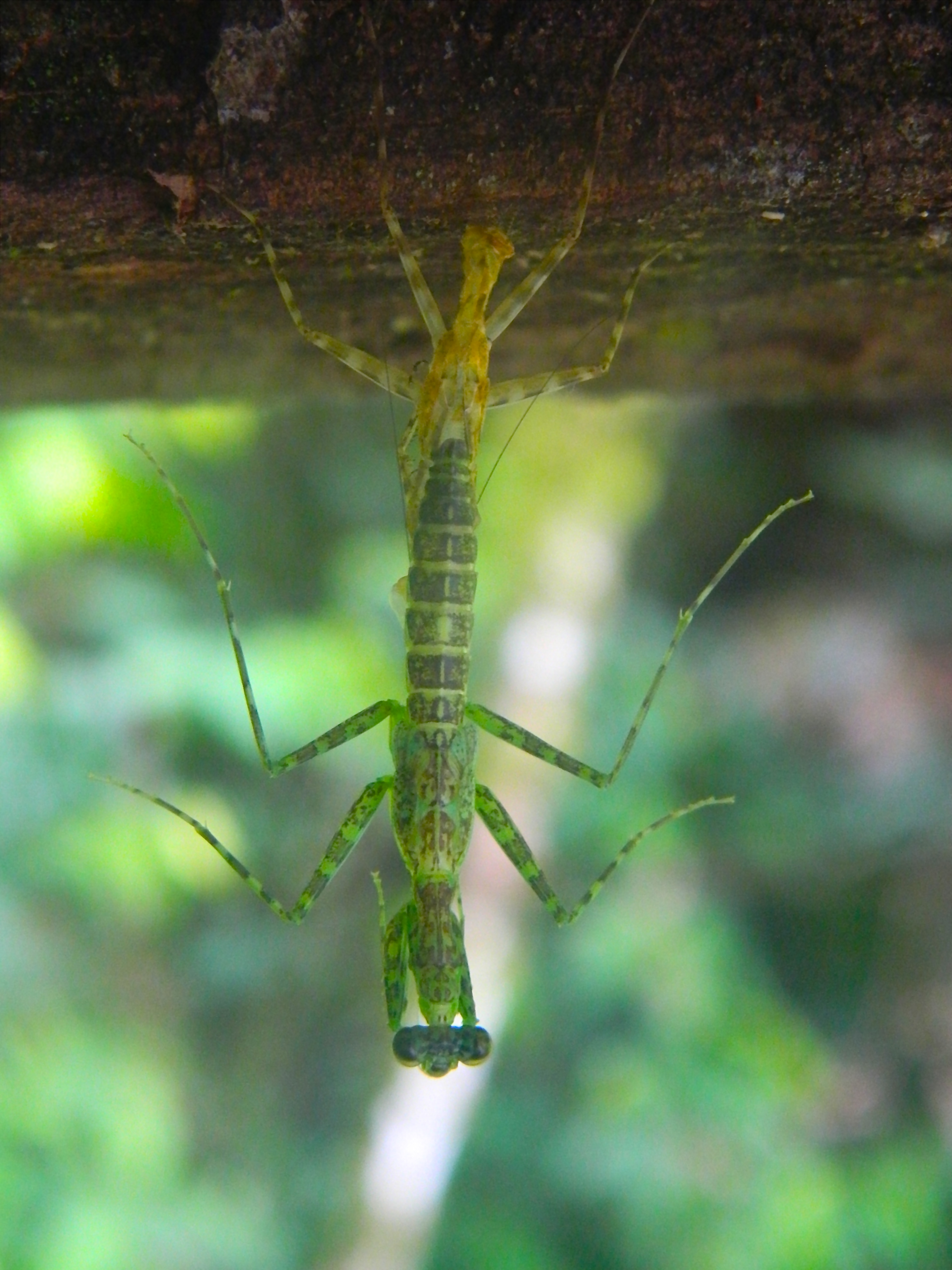
Przedstawicielka rodzaju w trakcie linienia

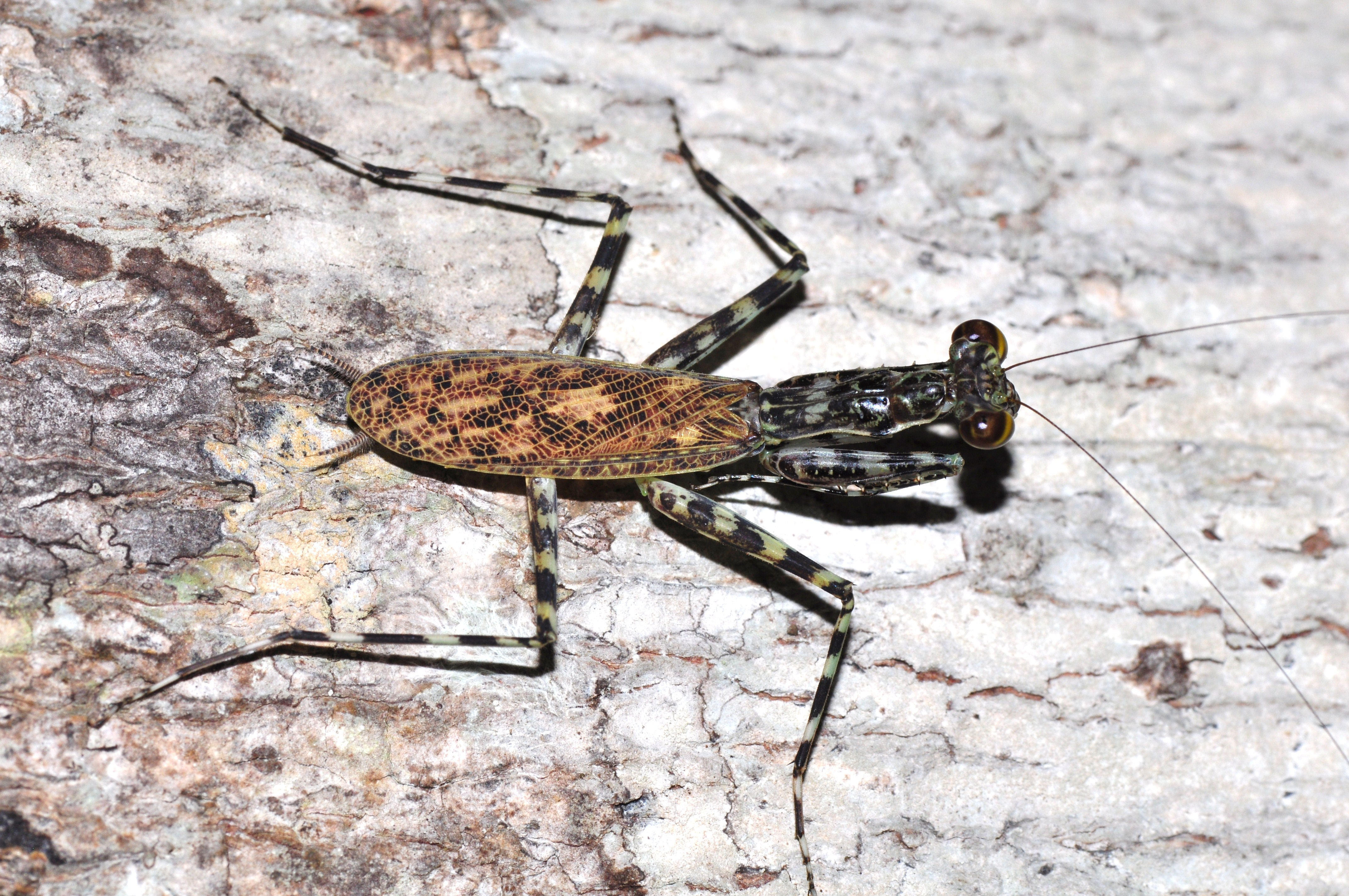
Nieoznaczona przedstawicielka rodzaju

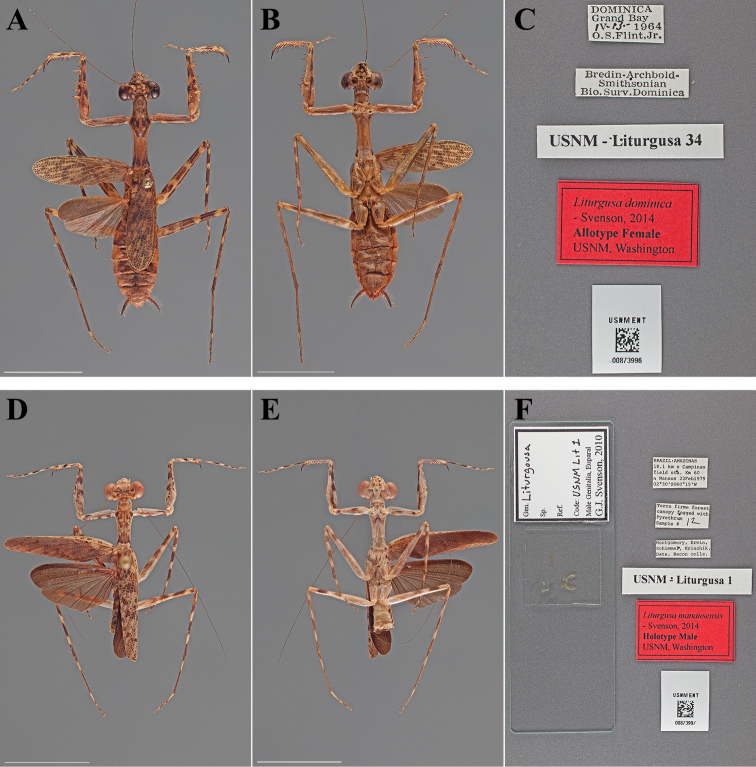
Materiał typowy Liturgusa dominica: na górze allotypowa samica, a na dole holotypowy samiec

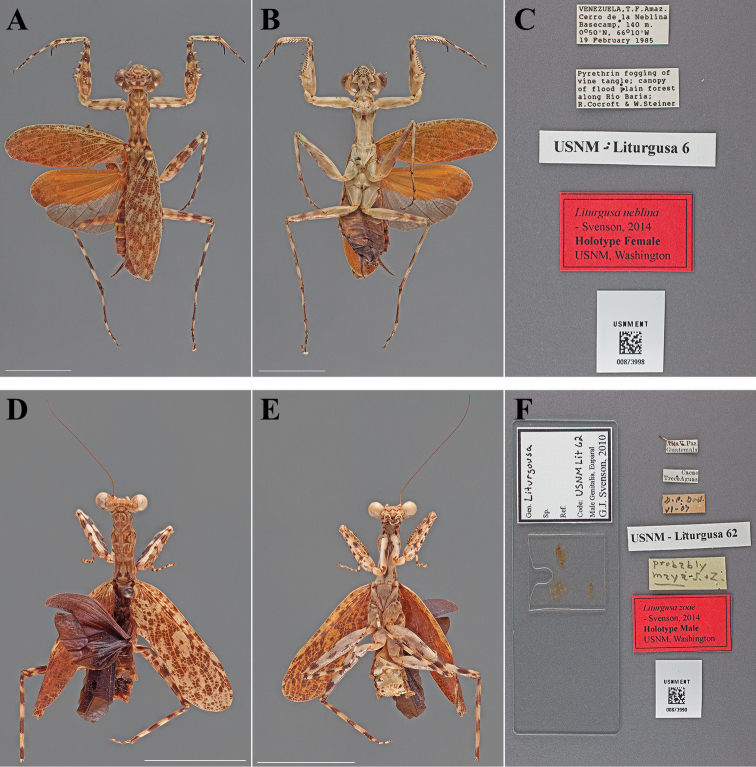
Materiał typowy: na górze holotypowa samica Liturgusa neblina, a na dole holotypowy samiec Liturgusa zoae

Samce osiągają od 18,59 do 29,16 mm, a samice od 14,64 do 52,03 mm długości ciała, którego kształt jest spłaszczony grzbietobrzusznie z bardzo długimi odnóżami. Ubarwienie jest maskujące, złożone z rozmytego lub ostro odgraniczonego wzoru obejmującego barwy: czarną, brązową, jasnosłomkową, białą, szarą czy zieloną. Szersza niż dłuższa głowa zaopatrzona jest w duże, wystające poza obrys głowy w widoku od przodu i z boku oczy złożone o zaokrąglonym kształcie. Ponadto występują trzy przyoczka, z których środkowe leży z przodu i pozostałe po bokach. U samców przyoczka są lepiej wykształcone, zaś u samic są zredukowane i bardziej płaskie. Wzgórki jukstaokularne są u samic dobrze, a u samców w różnym stopniu wykształcone. Czoło jest poniżej środkowego przyoczka wciśnięte i zaopatrzone w poprzeczną, pośrodku dogrzbietowo wygiętą listewkę, łączącą boczne brzegi panewek czułkowych. Nadustek jest najszerszy na wypukłej krawędzi górnej i wyposażony w poprzeczną listewkę pośrodku. Warga górna ma zaokrąglony koniec. Nitkowate czułki są z rzadka porośnięte szczecinkami i nie mają obrączkowania. Szerokość głowy waha się od 4,36 do 6,34 mm u samców i od 4,42 do 7,91 mm u samic.
Przedplecze jest kwadratowe do wydłużonego, u samców długości 5,03–8,84 mm i szerokości 1,9–3,18 mm, a u samic długości 5,16–13,12 mm i szerokości 2,19–4,49 mm. Powierzchnię ma gładką lub z rozproszonymi guzkami, podzieloną na przednią prozonę o bokach równoległych, zwężonych ku przodowi lub wypukłych i tylną metazonę o bokach równoległych, zwężonych ku tyłowi lub wklęsłych. Nabrzmiałości nadbiodrowe i szwy nadbiodrowe są na przedpleczu dobrze zaznaczone. Przednie odnóża mają tęgie uda o długości 5,4–8,1 mm u samców i 5,22–12,24 mm u samic, prostej lub wklęsłej krawędzi grzbietowej, 12–17 dobrze rozwiniętych kolcach przednio-brzusznych, 4 dobrze rozwiniętych tylno-brzusznych i 4 dyskoidalnych. Pośrodkowo od kolców tylno-brzusznych biegnie rząd drobnych guzków. Golenie przednich odnóży mają 7–11 tęgich kolców przednio-brzusznych i 7 kolców tylno-brzusznych. Spośród kolców tylno-brzusznych pierwszy jest najmniejszy, drugi lub trzeci największy, a ostatni wchodzi w spoczynku w dobrze wykształcony dołek na udzie. Odnóża środkowej i tylnej pary są bieżne, długie, smukłe, o obrączkowanych udach i goleniach. Ich uda zaopatrzone są w listewkę brzuszną, a niekiedy też grzbietową; te środkowej pary mają 3,32–11,15 mm długości u samców i 6,47–14,62 mm u samic, a te tylnej pary 6,61–11,64 mm długości u samców i 6,56–14,87 mm u samic. Golenie środkowych i tylnych odnóży są wydłużone i zaopatrzone w dobrze rozwinięte ostrogi na szczytach. Golenie środkowe mają 4,78–8,83 mm długości u samców i 4,83–12,35 mm u samic, a tylne: 6,05–12 mm długości u samców i 6,9–17,08 mm u samic. Stopy środkowej pary mają 4,33–8,07 mm długości u samców i 4,56–10,74 mm u samic, a tylnej: 6,24–11,52 mm długości u samców i 6,38–14,80 mm u samic.
Skrzydła są rozwinięte u obu płci. Przednia ich para ma 0,74–17,91 mm długości u samców i 12,36–26,96 mm długości u samic. Jej ubarwienie jest marmurkowe, często z nieregularnymi przepaskami w zajmującym 2–5% szerokości skrzydła polu kostalnym, niekiedy jest asymetryczne: jedno skrzydło jest wyraźnie marmurkowane a drugie rdzawe lub przyciemnione z marmurkowaniem słabo zaznaczonym. Tylna para skrzydeł przezroczysta, przydymiona, rdzawa, żółta lub pomarańczowa, osiąga 8,12–14,19 mm długości u samców i 9,29–21,2  mm u samic.
Odwłok rozszerza się do okolic piątego–siódmego segmentu, po czym zwęża się ku końcowi, aczkolwiek u smukłych gatunków jego boki mogą być prawie równoległe. Tergity tylnej połowy odwłoka mogą być niezmodyfikowane lub zaopatrzone w tylno-boczne wyrostki. Przysadki odwłokowe są długie, walcowate, zwężone ku końcom i porośnięte szczecinkami. Płytka nadodbytowa (dziesiąty tergit) ma w różnym stopniu zaokrąglony wierzchołek. U samców płytka subgenitalna (dziewiąty sternit) ma zaokrąglony i nieco nieregularny wierzchołek.

## Biologia i ekologia
Większość gatunków zasiedla nizinne, wilgotne lasy deszczowe, ale L. maya znajdywana była również podczas pory suchej w lasach liściastych zrzucających liście. Modliszki te zasiedlają pnie, konary i gałęzie drzew, preferując takie o gładkiej korze, choć spotykane są także na pniach w połowie porośniętych mchami. Ich ubarwienie maskuje je na tle kory lub porostów. Na pniach modliszki te oczekują na ofiarę ustawione pionowo głową w dół z przodem ciała uniesionym, a tylnym końcem stykającym się lub prawie stykającym z podłożem. Nie jest jasne, jaką pozycję przyjmują w piętrze koron. Istnieje związek pomiędzy rozmiarami owada a średnicą wybieranego pnia.
Modliszki te potrafią bardzo szybko biegać, przypominając ruchem trzyszcze. Bieg na przeciwną stronę pnia lub w jego górę ku koronom drzew jest ich preferowaną metodą ucieczki. Lot ich jest obserwowany rzadko, ale bywa, że samce L. fossetti przylatują nocą do światła, samce L. algorei wykorzystują krótki lot do ucieczki, a samice L. maya po krótkim locie ucieczkowym opadają na dno lasu, gdzie wykazują tanatozę.
Samice przytwierdzają ooteki do substratu, najczęściej do kory. Kształt tych kapsułek jest sferyczny, a jaja rozmieszczone są w nich w pośrodkowym rządku, w jednej linii z wyrostkiem rurkowatym, w przestrzeni wypełnionej powietrzem. Larwy wylęgają się, wychodząc przez pustą rurkę, ustawioną grzbietowo-środkowo pod kątem 45° względem substratu.

## Rozmieszczenie geograficzne
Takson neotropikalny, rozprzestrzeniony od Meksyku na północnym zachodzie, przez Dominikę, Trynidad, kraje Ameryki Centralnej, Kolumbię, Wenezuelę, Ekwador, Peru, Gujanę, Surinam i Gujanę Francuską po Boliwię na południu oraz wschodnią Brazylię na wschodzie. Najdalej na północ sięga L. maya, znana z północnych okolic stolicy Meksyku. Najdalej na południe, bo do zachodnich okolic Santa Cruz, sięgają L. nebulosa i L. kirtlandi. W Brazylii i Peru występuje po 7 gatunków (zobacz też: modliszki Peru), w Ekwadorze, Kolumbii, Panamie i Wenezueli po 5 gatunków, w Kostaryce 4 gatunki, a w Boliwii, Gujanie, Gujanie Francuskiej, Gwatemali, Nikaragui i Surinamie po 3 gatunki.
Większość gatunków cechuje się znacznym stopniem endemizmu, będąc ograniczonymi do pojedynczych krajów, regionów lub wysp. Wyjątkami są rozsiedlona od Meksyku po południowe Peru L. maya oraz mające liczone w tysiącach km² zasięgi amazońskie L. nubeculosa i L. tessae. Według G.J. Svensona badania genetyczne populacji tych trzech taksonów mogą ujawnić w ich obrębie gatunki kryptyczne.

## Taksonomia
Rodzaj ten wprowadzony został w 1869 roku przez Henriego L.F. de Saussure jako Liturgousa i bez wyznaczenia gatunku typowego. Pisownię na Liturgusa poprawił w 1877 roku Carl Stål. Nazwa rodzajowa pochodzi od słowa „liturgus”, będącego latynizacją starogreckiego λειτουργός i oznaczającego „uczestnika liturgii”. W 1904 roku William Forsell Kirby wyznaczył L. cayennensis jego gatunkiem typowym. Z kolei w 1927 roku Ermanno Giglio-Tos wyznaczył gatunkiem typowym rodzaju Mantis annulipes Audinet Serville, 1838. Krok ten był niezgodny z ICZN, ale mimo to część późniejszych autorów uznawała M. annulipes gatunkiem typowym rodzaju. W 2014 roku Gavin Svenson dokonał redeskrypcji i rewizji taksonomicznej rodzaju, opisując 16 nowych jego gatunków oraz wyodrębniając z niego nowe rodzaje: Corticomantis i Fuga.
Po rewizji z 2014 do rodzaju tego należy 25 opisanych gatunków:
- Liturgusa actuosa Rehn, 1951
- Liturgusa algorei Svenson, 2014
- Liturgusa bororum Svenson, 2014
- Liturgusa cameroni Svenson, 2014
- Liturgusa cayennensis Saussure, 1869
- Liturgusa charpentieri Giglio-Tos, 1927
- Liturgusa cura Svenson, 2014
- Liturgusa cursor Rehn, 1951
- Liturgusa dominica Svenson, 2014
- Liturgusa fossetti Svenson, 2014
- Liturgusa guyanensis La Greca, 1939
- Liturgusa kirtlandi Svenson, 2014
- Liturgusa krattorum Svenson, 2014
- Liturgusa lichenalis Gerstaecker, 1889
- Liturgusa manausensis Svenson, 2014
- Liturgusa maroni Svenson, 2014
- Liturgusa maya Saussure & Zehntner, 1894
- Liturgusa milleri Svenson, 2014
- Liturgusa neblina Svenson, 2014
- Liturgusa nubeculosa Gerstaecker, 1889
- Liturgusa purus Svenson, 2014
- Liturgusa stiewei Svenson, 2014
- Liturgusa tessae Svenson, 2014
- Liturgusa trinidadensis Svenson, 2014
- Liturgusa zoae Svenson, 2014